# Palencia
Palencia város Spanyolország északi részén, Palencia tartományban. Palencia Villamuriel de Cerrato, Dueñas, Santa Cecilia del Alcor, Autilla del Pino, Grijota, Husillos, Fuentes de Valdepero, Villalobón és Magaz de Pisuerga községekkel határos. Lakosainak száma 76 738 fő (2024).

## Nevezetességek
A történelmi belváros egyik látványos épülete a középkori eredetű Szent Mihály-templom.
A határában, egy dombtetőn áll Victorio Macho 1931-ben épült szobra, a Krisztus a dombon (Cristo del Otero). A nagyjából 21 méter magas magas alkotás nem csak méretével törekszik monumentalitásra; megformálása is művészi. Lábánál múzeum és kápolna fogadja a látogatókat.

## Népessége
A település népessége az elmúlt években az alábbi módon változott:
| Lakosok száma | 80 836 | 81 207 | 82 286 | 82 651 | 81 198 | 80 178 | 78 892 | 78 412 | 76 302 | 76 738 |
|               | 2001   | 2004   | 2007   | 2009   | 2012   | 2014   | 2017   | 2019   | 2022   | 2024   |